# 스틴복영양
스틴복영양(Raphicerus campestris)은 소과에 속하며 아프리카 남부와 동부 지역에서 발견되는 작은 영양의 일종이다. 스틴복영양은 작은 오리비영양을 닮았고, 어깨 높이는 45~60cm 정도이다. 엷은 황갈색부터 적갈색을 띤다. 스틴복영양의 분포 지역은 두 지역에 떨어져 존재한다. 동아프리카 지역에서는 케냐 중부와 남부 그리고 탄자니아에서 발견된다. 이전에는 우간다에 널리 분포했지만, 현재는 멸종된 것으로 추정된다. 아프리카 남부 지역에서는 앙골라와 나미비아, 남아프리카 공화국, 에스와티니, 보츠와나, 모잠비크, 잠비아, 짐바브웨에서 발견되며 레소토에도 서식하는 것으로 추정하고 있다.

## 사진

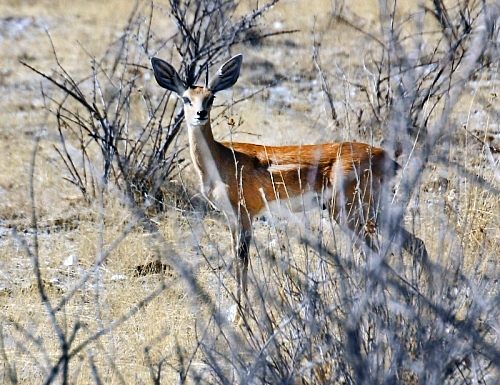
이토샤 국립공원 수컷
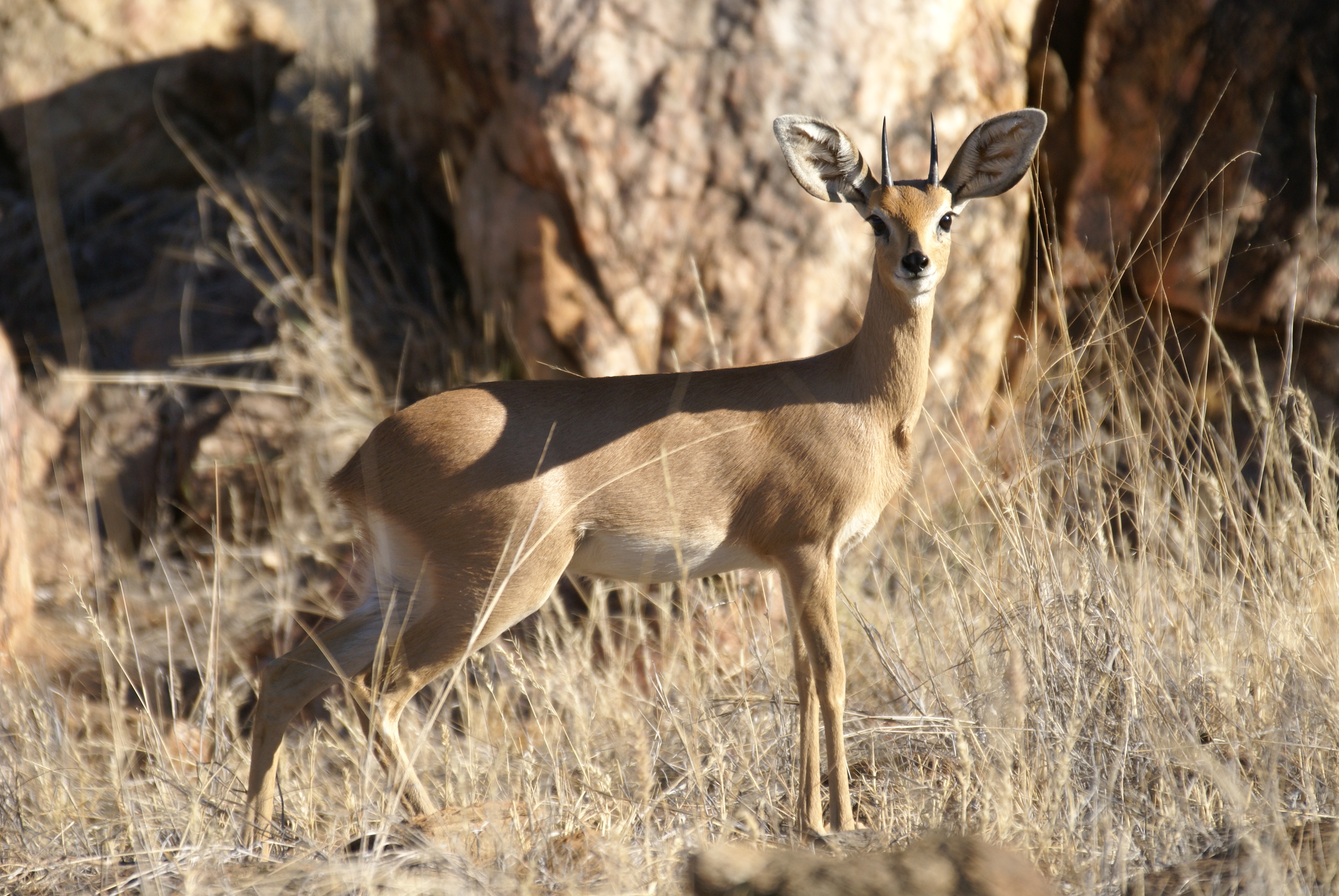
나미비아, 수컷
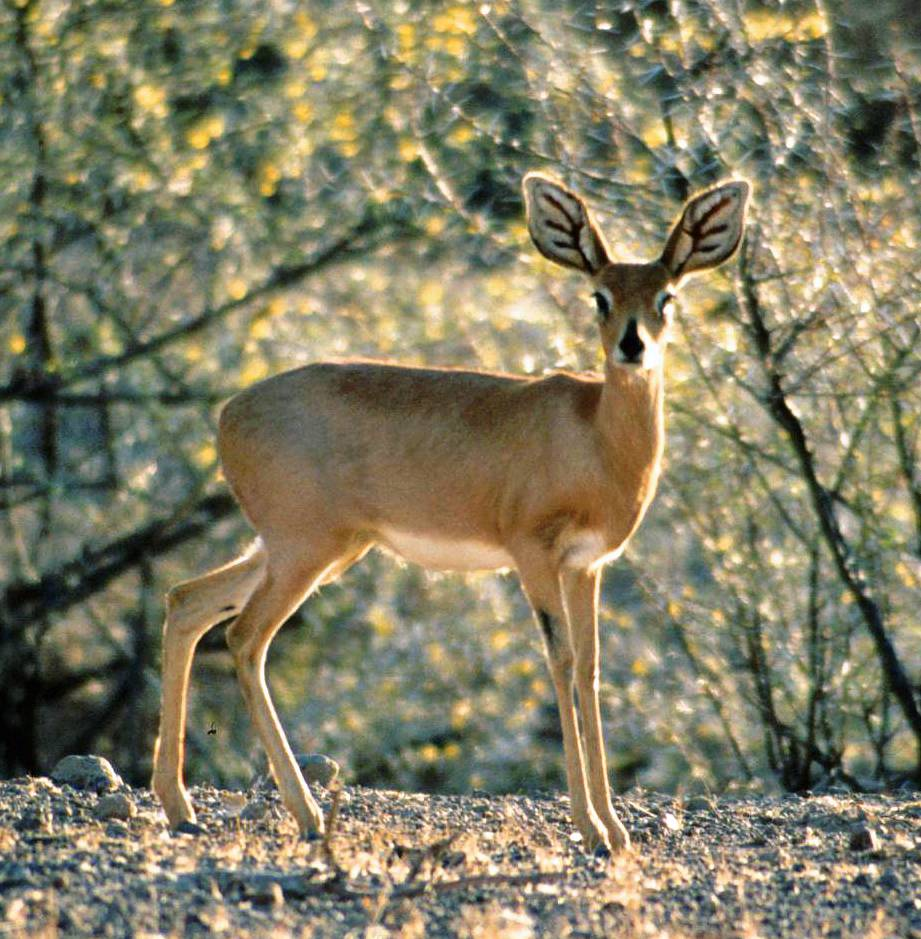
나미비아, 암컷
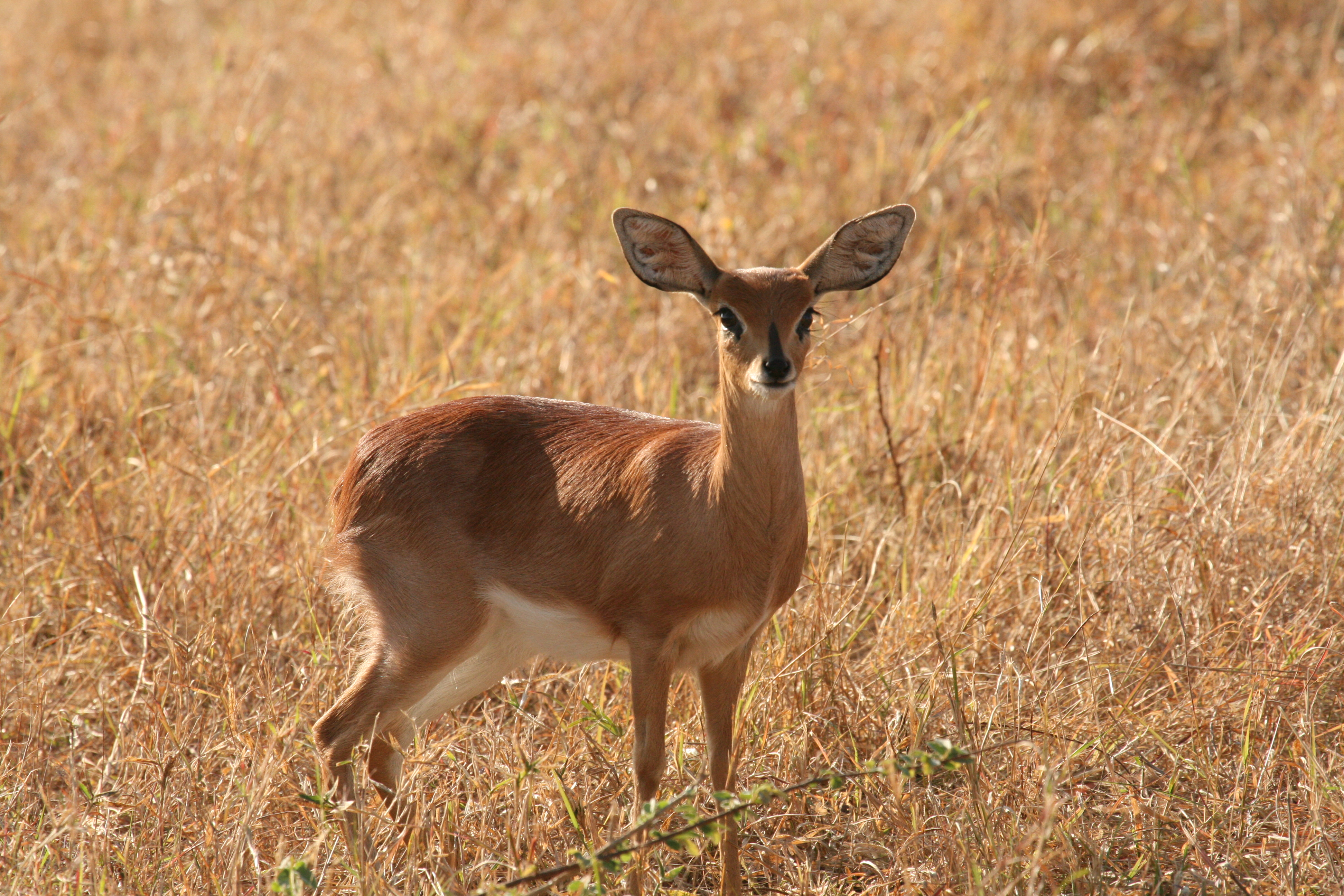
남아프리카공화국, 수컷